# آذرخش‌یاب

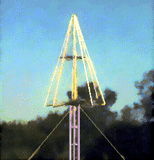
آذرخش یاب در مرکز فضایی کندی در فلوریدا.

آذرخش‌یاب (به انگلیسی: Lightning detection)، دستگاهی است برای تشخیص آذرخش در طوفان تندری. سه نوع اصلی آذرخش‌یاب وجود دارد: آذرخش‌یاب زمینی که دارای چندین آنتن است، آذرخش‌یاب متحرک که دارای آنتن جهت‌یاب و حسگر هستند (اغلب در هواپیما به کار می‌رود) و سیستم‌های فضایی.
آذرخش‌یاب در سال ۱۸۹۴ به وسیلهٔ الکساندر استپانویچ پاپوف اختراع شد. این دستگاه همچنین نخستین گیرنده رادیویی جهان نیز بود.
آذرخش‌یاب‌های زمینی و متحرک جهت و شدت آذرخش را از مکان مورد نظر با به کارگیری تکنیک‌های جهت‌یابی رادیویی با تجزیه و تحلیل بسامدهایی که از آذرخش ساطع می‌شود محاسبه می‌کند.
آذرخش‌یاب‌های زمینی با مثلث سازی از چندین مکان فاصلهٔ آذرخش را معین می‌کنند، در حالی که آذرخش یاب‌های متحرک فاصله را با به‌کارگیری بسامد سیگنال و ضعیف شدن آن تخمین می‌زنند. آذرخش‌یاب‌های فضایی بر روی ماهواره‌ها با مشاهده مستقیم می‌توانند برد، موقعیت و شدت آذرخش را مشخص کنند.
شبکه‌های آذرخش‌یاب‌های زمینی مورد استفاده خدمات هواشناسی مانند خدمات هواشناسی ملی ایالات متحده آمریکا، خدمات هواشناسی کانادا، همکاری اروپا برای آذرخش یابی و دیگر سازمان‌ها مانند خدمات رفاهی الکتریکی و خدمات جلوگیری از آتش‌سوزی جنگل قرار می‌گیرند.

## محدودیت‌ها
هر کدام از انواع آذرخش‌یاب‌ها محدودیت‌های خاص خود را دارند. این محدودیت‌ها شامل موارد زیر است:
- شبکهٔ آذرخش‌یاب زمینی باید توانایی تشخیص آذرخش با دستِ‌کم سه آنتن را داشته باشد تا بتواند مکان آن را با محدودهٔ قابل پذیرش خطا تعیین کند. اغلب هنگامی که از ابری به ابری دیگر آذرخش زده می‌شود، یکی از آنتن‌ها آذرخش را روی ابر فرستندهٔ آذرخش تشخیص می‌دهد و آنتن دیگر مکان آذرخش را روی ابر گیرنده آذرخش، برای همین در چنینی حالتی دستگاه دچار خطای تشخیص می‌شود. در نتیجه شبکه‌های زمینی میل به کمتر نشان دادن تعداد آذرخش‌ها را دارند، به‌ویژه در آغاز طوفان که آذرخش‌های ابر به ابر بیشتر رخ می‌دهد.
- آذرخش‌یاب‌های متحرک چون از ضعیف شدن سیگنال استفاده می‌کنند تا مثلث‌سازی برای همین گاهی به اشتباه یک آذرخش ضعیف در نزدیکی را با یک آذرخش قوی در دور دست یا برعکس اشتباه می‌گیرند.
- شبکه‌های آذرخش‌یاب فضایی هیچ‌کدام از محدودیت‌های بالا را ندارند، ولی اطلاعاتی که می‌فرستند اغلب چند دقیقه بعد در دسترس قرار می‌گیرد و به همین دلیل دارای کاربری محدودی برای ناوبری هوایی هستند.

## آذرخش‌یاب در برابر رادار هواشناسی

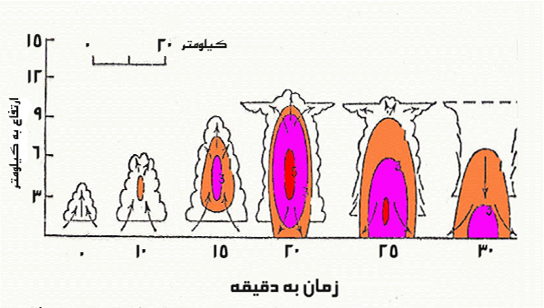
سیکل به وجود آمدن طوفان تندری

آذرخش یاب و رادار هواشناسی با همدیگر برای طوفان به کار می‌روند. آذرخش‌یاب فعالیت الکتریکی را تشخیص می‌دهد، در صورتی که رادار هواشناسی بارش را نشان می‌دهد. هر دو دستگاه در رابطه با طوفان تندری هستند و می‌توانند برای تشخیص قدرت طوفان به کار می‌روند.
تصویر سمت چپ سیکل زندگی یک طوفان تندری را به این ترتیب نشان می‌دهد:
- هوا به علت بی‌ثباتی به سمت بالا حرکت می‌کند.
- توده‌ای متراکم ایجاد می‌شود (منطقهٔ رنگی) و رادار بالای زمین بازتابی را دریافت می‌کند.
- سرانجام تودهٔ قطرات آب آن قدر زیاد شده که جریان هوای بالارونده توان نگهداشتن آن را ندارد و در نتیجه قطرات آب به شکل باران به زمین می‌بارد.

ابر باید تا اندازهٔ معینی در جهت عمودی رشد کند تا آذرخش ایجاد شود؛ بنابراین معمولاً رادار هواشناسی نشان می‌دهد که طوفانی در حال شکل‌گیری است، پیش از این که آذرخش‌یاب توانایی تشخیص آن را داشته باشد.